# Tracheide

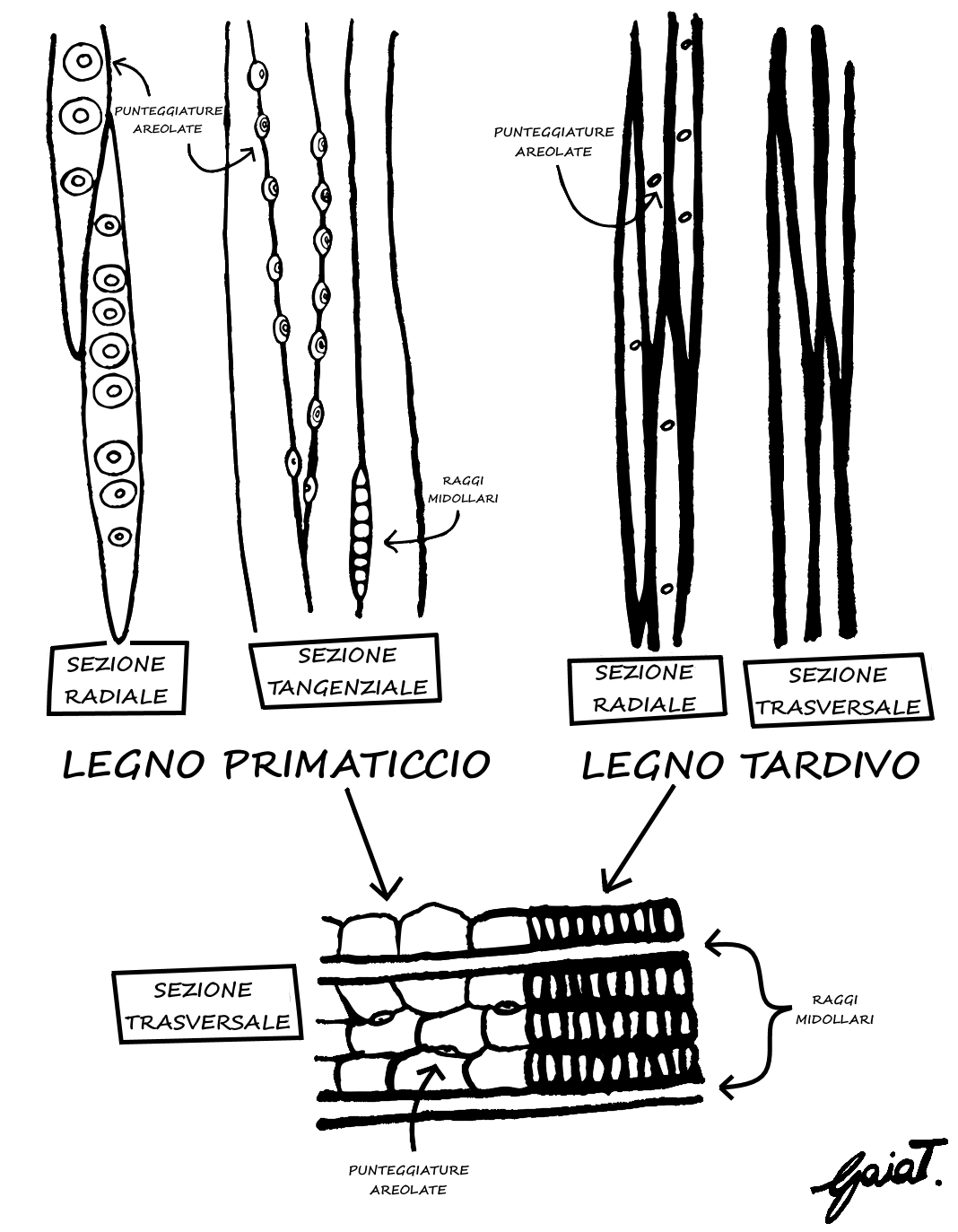
Tracheidi viste nelle diverse sezioni.

Le tracheidi (o "vasi chiusi") sono cellule vegetali morte, cave, allungate e sottili, di forma affusolata. Costituiscono il legno del fusto delle Gimnosperme, dove svolgono la funzione di conduzione dell'acqua e di sostegno meccanico della chioma. La loro lunghezza media è di 3 mm, ma alcune specie, appositamente selezionate, possono arrivare fino a 6 mm.
Le tracheidi hanno pareti lignificate ed ispessite, ben saldate le une alle altre: prive di spazi intercellulari, hanno sezione poligonale.
Presentano molte punteggiature areolate (soprattutto sulla parete radiale), le quali mettono in comunicazione tra loro due tracheidi adiacenti.
Le tracheidi si sviluppano sia in direzione assiale che radiale.

## Genesi e fisiologia

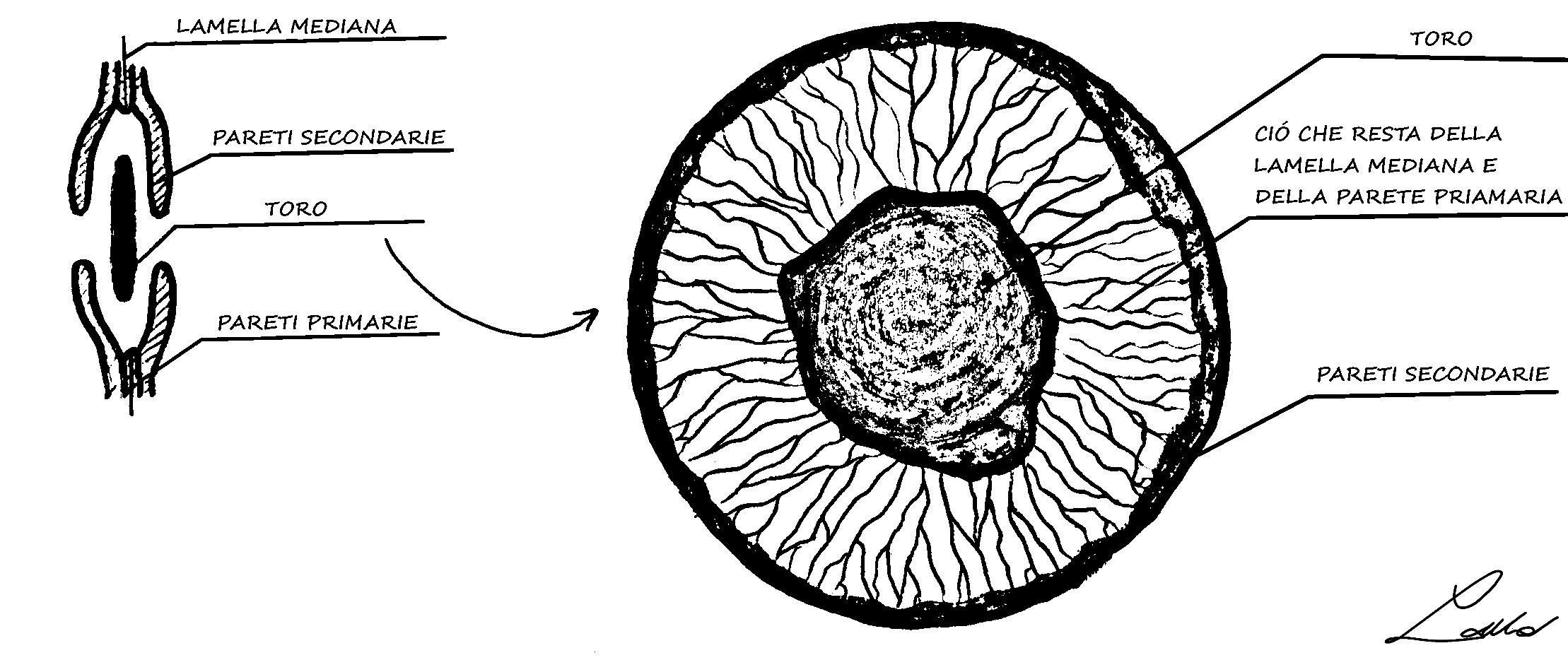
Punteggiature areolate in sezione trasversale (a sinistra) e particolare di Toro e Margo (a destra)

Il tutto parte da una cellula indifferenziata che quando giunge a maturità cessa il suo ciclo cellulare e non si divide più. Inizialmente è piccola con solo la parete primaria, poi, allungandosi, forma la parete secondaria. Al termine del processo di distensione cellulare avviene la lignificazione della parete. Solo una volta che quest'ultima viene lignificata, il citoplasma degenera e lascia lo spazio necessario per il passaggio dell'acqua. A tal ragione, ci sono delle interruzioni parziali o complete della parete secondaria che prendono il nome di punteggiature areolate o semplici (soprattutto sulla parete delle cellule parenchimatiche).
Nelle punteggiature areolate la parete secondaria si alza a formare un sorta di areola che ricopre parzialmente la punteggiatura. Al centro è presente il "toro", un addensamento di microfibrille di cellulosa legato al "margo" ovvero un complesso di sottilissimi filamenti, che non sono altro che la lamella mediana e i due strati sottili di parete primaria modificati per far passare la linfa grezza.
La circolazione della linfa attraverso le tracheidi avviene grazie alle punteggiature areolate e il suo andamento è analogo a quello dell’acqua quando sale lungo una spugna. 
Il Toro può spostarsi da una parte all'altra di due punteggiature adiacenti chiudendole ("punteggiature aspirate"). Funziona come una sorta di valvola che si aziona solo in caso di necessità, che potrebbe verificarsi qualora si presenti un'embolia, causata da una pressione negativa che porta alla rottura della colonna d'acqua.

## Morfologia

### Tracheidi nelle conifere
Le conifere presentano un legno omoxilo, molto omogeneo, in cui il tessuto conduttore coincide con quello meccanico ed è costituito da un unico tipo di cellule: le tracheidi, che si possono trovare sia in posizione assiale, che radiale.
Le tracheidi costituiscono gran parte del legno delle conifere, fino al 95% in volume e 98,8% del peso.

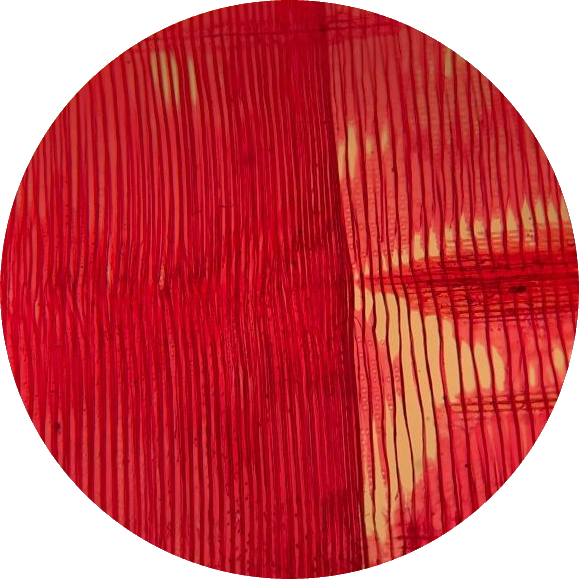
Tracheidi assiali di Pinus sylvestris in sezione radiale; legno tardivo (sinistra) e legno primaticcio (destra)

#### Tracheidi assiali
La lunghezza delle tracheidi assiali, di solito, non va al di sotto del millimetro e possono raggiungere lunghezze anche di 6/10 mm (nel genere Araucaria, possono avere anche lunghezze maggiori).
In sezione trasversale, le tracheidi sono organizzate in file radiali e la loro forma può variare: rettangolare, pentagonale o esagonale (nel legno primaticcio), rettangolare o tabulare (nel legno tardivo) con i vertici che, talvolta, possono essere leggermente arrotondati.
Tracheidi con forma tendente all’ovale/circolare e con ampi spazi extracellulari sono tipiche del legno di compressione o canastro.

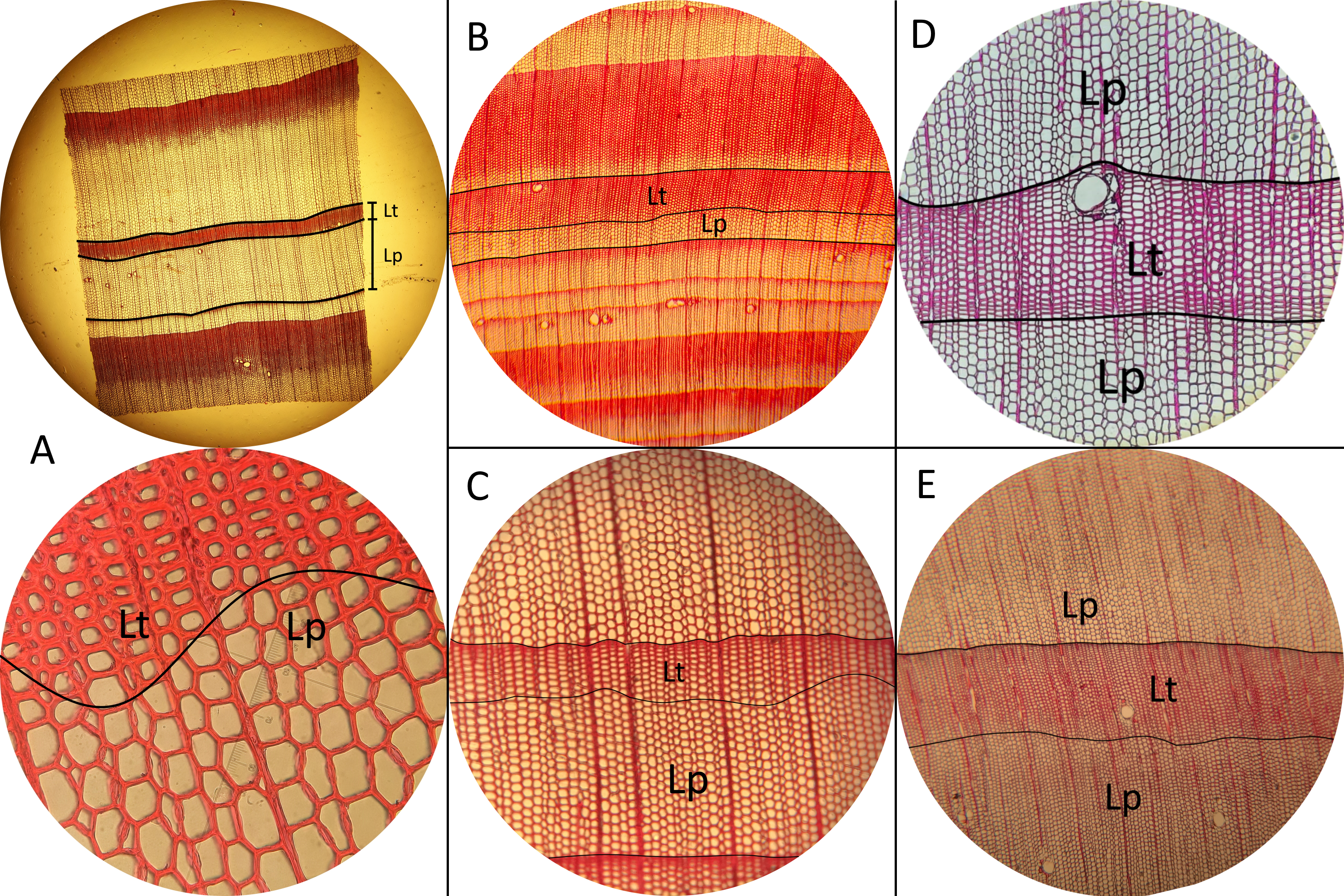
Passaggio da legno primaticcio (Lp) a legno tardivo (Lt) in sezione trasversale di: Larix decidua (A); Picea abies (B); Cupressus sempervirens (C); Pinus cembra (D) e Pinus sylvestris (E)

#### Legno primaticcio e tardivo
Se si osserva ogni singolo anello di accrescimento di conifera in sezione trasversale, si nota che la forma e lo spessore delle tracheidi tende a variare dall’interno verso il margine esterno: il lume delle cellule, inizialmente ampio, si rimpicciolisce, mentre lo spessore della parete aumenta sempre più.
Le tracheidi si sono adattate in questo modo per poter assolvere sia alla funzione di trasporto, sia a quella di sostegno meccanico, in base alle necessità della pianta nel corso dell’anno.
L’anatomia delle tracheidi nel legno primaticcio o tardivo, varia per altre caratteristiche oltre all’ampiezza del lume e allo spessore della parete, e a seconda della specie legnosa:
- nel legno primaticcio, le tracheidi sono più corte, hanno estremità arrotondate, parete sottile, lume più ampio e  un numero maggiore di punteggiature per favorire il trasporto (infatti all’inizio della stagione di crescita, la richiesta di acqua da parte delle foglie è al massimo); presentano forma poligonale. Le punteggiature presenti sono di tipo areolate con forma per lo più circolare; [7][9]

- nel legno tardivo sono più lunghe, hanno estremità appuntita, forma schiacciata, parete grossa e lume piccolo, oltre che un minor numero di punteggiature, per un maggior sostegno (infatti alla fine della stagione vegetativa, la richiesta di acqua cala e diventa importante per la pianta concentrarsi sulla rigidità). Le punteggiature areolate nelle tracheidi del legno tardivo hanno forma lenticolare. [7][9]

Nelle conifere, l’alternarsi di legno primaticcio e tardivo è ben visibile anche a occhio nudo: il primo, che contiene sostanze parietali in minor quantità, appare più chiaro rispetto al più denso e scuro legno tardivo; la transizione da uno all’altro è brusca in alcune specie (come in Larice, Douglasia, Abete bianco, ecc.) e graduale in altre (Pino Strobo, Abete rosso, ecc.).

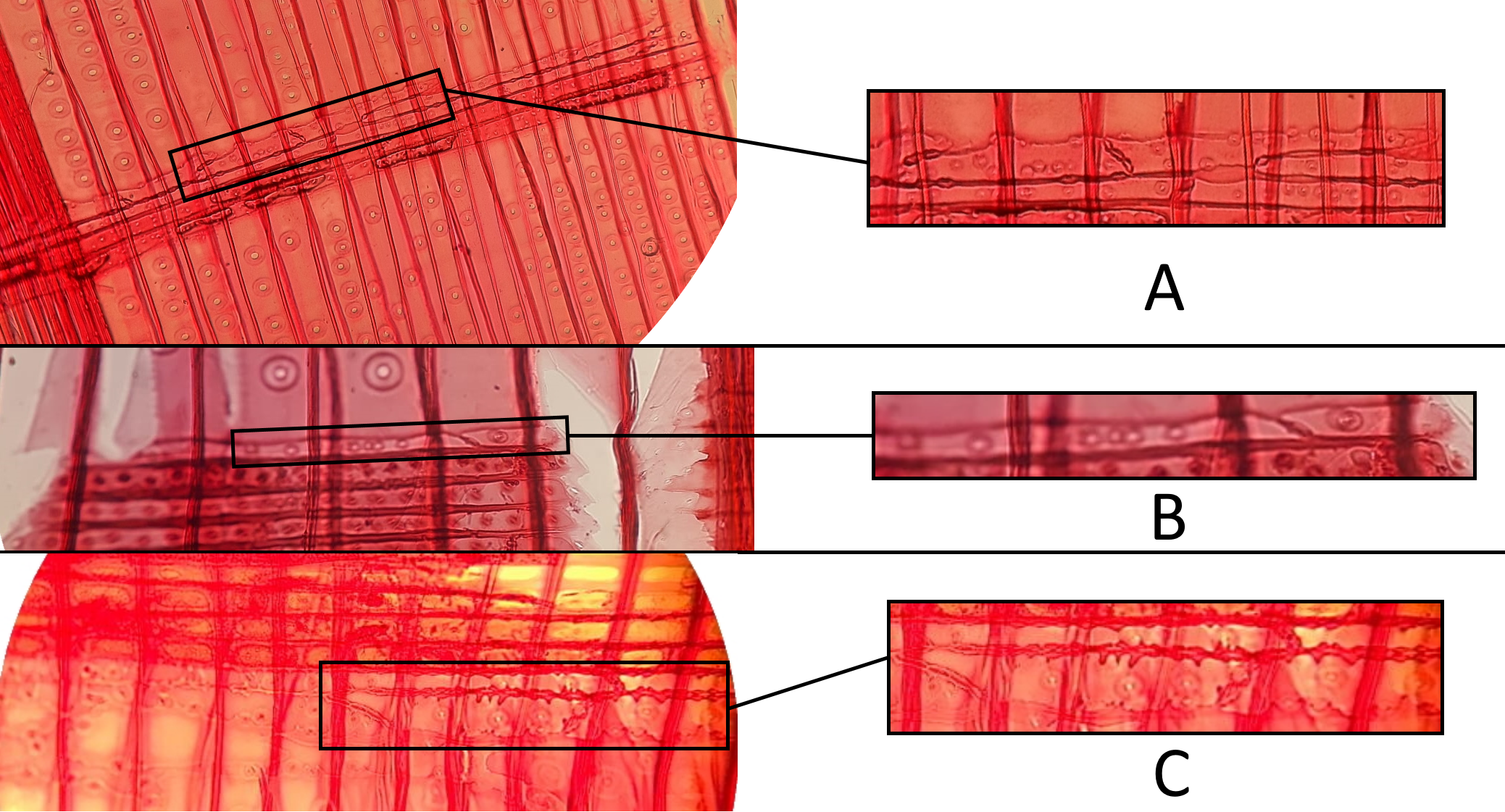
Tracheidi radiali in: Picea abies (A); Larix decidua (B) e Pinus Sylvestris (C)

#### Tracheidi radiali
In alcune conifere, in corrispondenza dei raggi (parenchima radiale) si trovano anche le tracheidi radiali o tracheidi del raggio, che costituiscono un tessuto meccanico fisiologicamente inattivo; le tracheidi radiali sono dotate di punteggiature areolate più piccole rispetto a quelle assiali, con pareti secondarie più o meno ornate di sculture e rilievi (Abete rosso, Larice, Pino marittimo, Pino nero, Pino silano, Pino silvestre, Pino di Monterey, ecc.), ondulate (Cedri, Douglasia, Pino domestico, Pino d'Aleppo) oppure lisce (Pino strobo, Pino cembro, ecc.).
Solitamente, queste si dispongono in una singola fila (Cedro), in più file (Pino silano, ecc.) ai margini inferiori e superiori del raggio, con anche la possibilità di trovarne centralmente (Pino silvestre, ecc.).

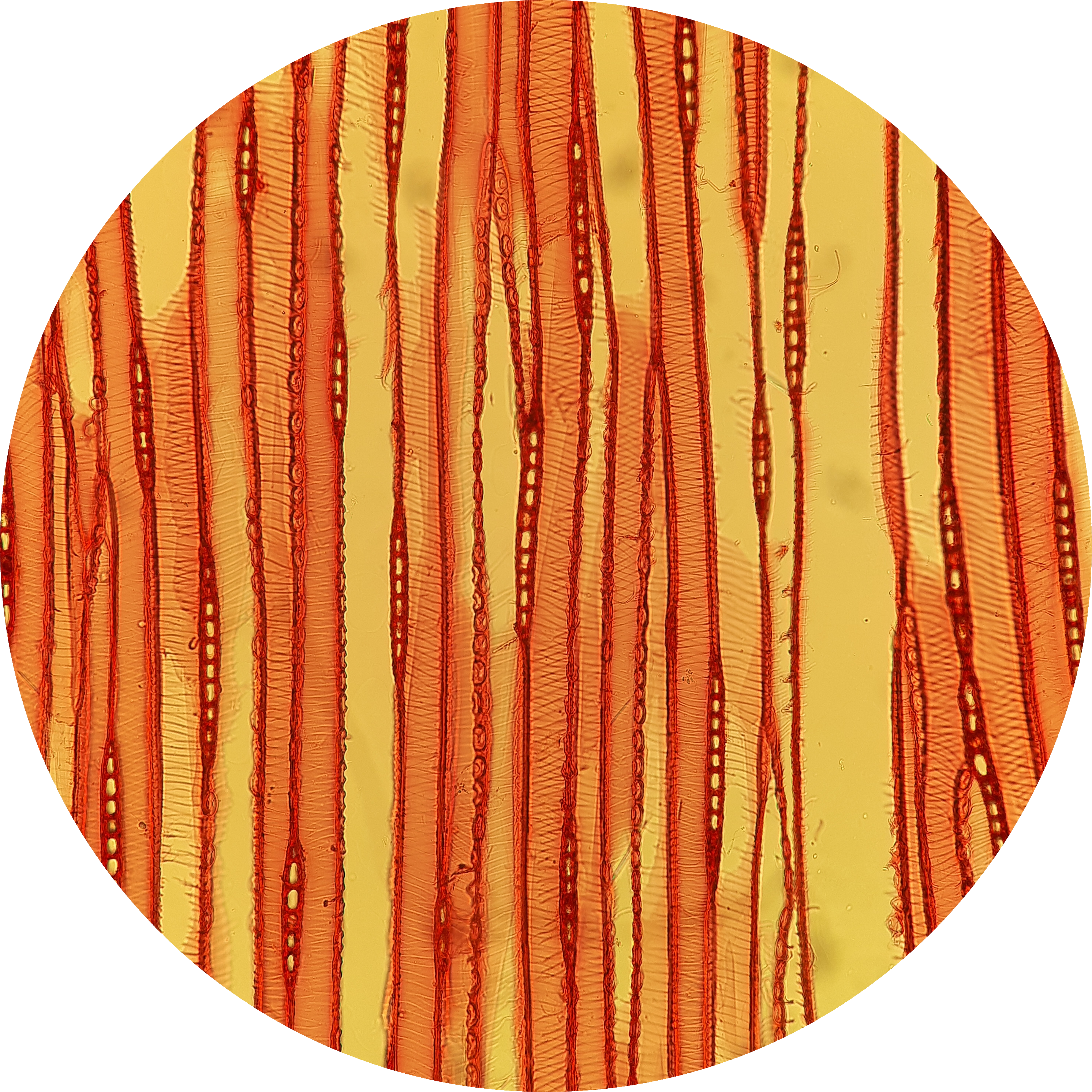
Ispessimenti elicoidali in sezione tangenziale di Pseudotsuga menziesii

#### La parete cellulare
La parete cellulare può essere liscia oppure presentare ispessimenti elicoidali, che aumentano la resistenza alla pressione interna, senza appesantire la parete. Nelle piante che li contengono (come Tasso e Douglasia), gli ispessimenti elicoidali sono presenti in tutte le tracheidi.
Bisogna porre particolare attenzione a non confondere gli ispessimenti elicoidali dalle fratture elicoidali, le quali derivano da danni recati al cambio o da eventi traumatici occasionali. Queste si verificano soprattutto sul legno di compressione, dove si vedono le caratteristiche spiralature. Il tratto fondamentale che le differisce dagli ispessimenti elicoidali è che sono presenti solo in alcune cellule. Inoltre le cellule presentano la classica forma tondeggiante, visibile in sezione trasversale, con ampi spazi extracellulari. 

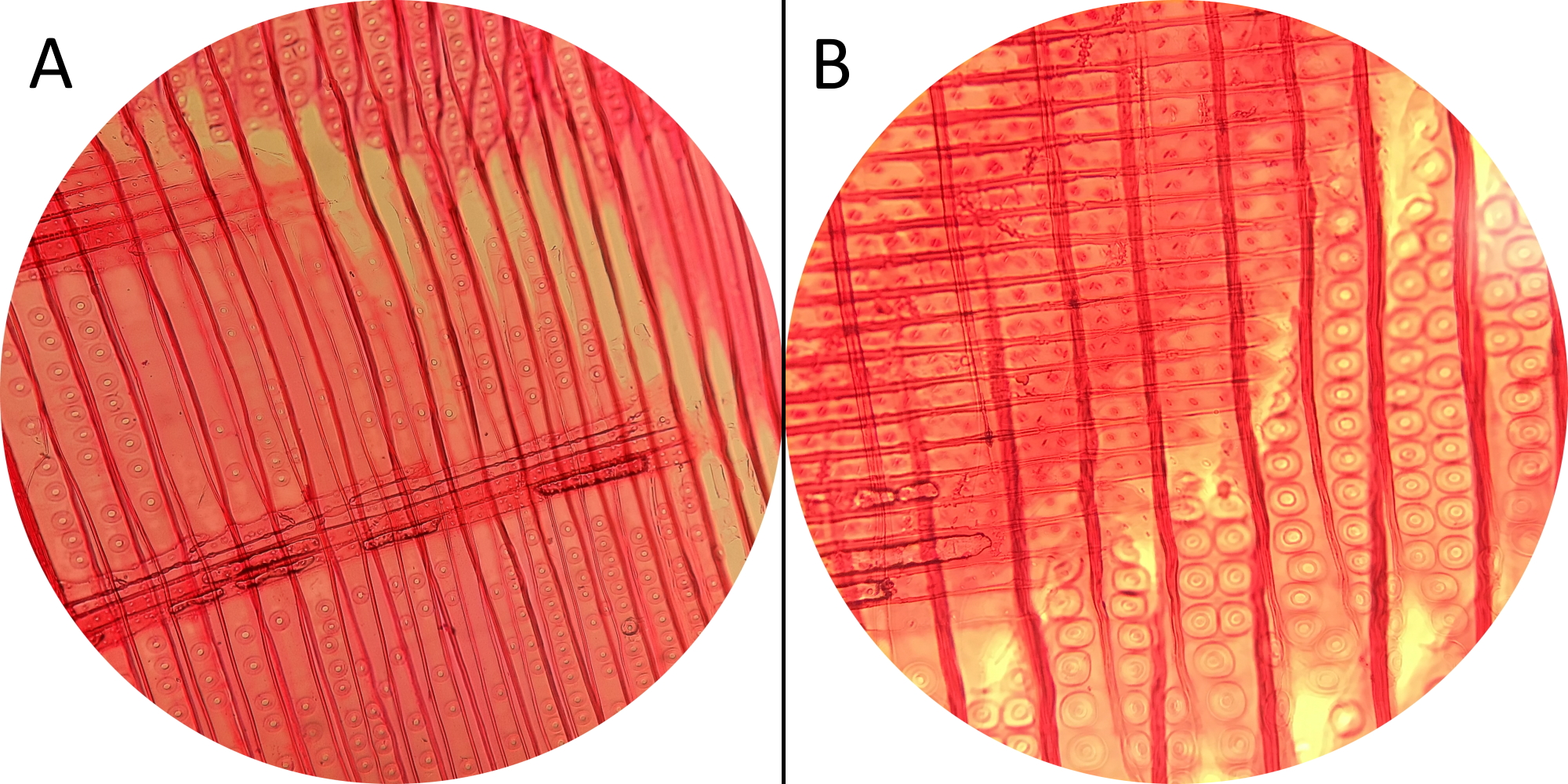
Punteggiature areolate monoseriate in Picea abies (A) (sono possibili anche le biseriate, ma sono meno frequenti); Punteggiature areolate biseriate in Larix decidua (B)

#### Punteggiature areolate
Le punteggiature areolate sono presenti in file singole (Monoseriate o Uniseriate), aventi, quindi, un diametro pressoché simile a quello della tracheide, o in due o più file (Biseriate o Pluriseriate), anche se quest’ultima tipologia è meno frequente. Specie con doppia fila di punteggiature presenti sono il Larix decidua e Picea abies (anche se in quest’ultima sono molto meno presenti). 

### Tracheidi nelle latifoglie
Le Latifoglie hanno una struttura più complessa delle Conifere perché presentano un legno eteroxilo, caratterizzato quindi da più tipi di cellule che svolgono diverse funzioni. 
La funzione di trasporto svolta dalle tracheidi nelle conifere, viene svolta nelle latifoglie dalle trachee, cellule con caratteristiche diverse. 
Le latifoglie possono, però, contenere anche tracheidi, con funzione di conduzione.
Le tracheidi nelle latifoglie si dividono in:
- Vascolari: si formano al termine della stagione vegetativa, in associazione a piccoli elementi vasali.[8][12] Sono dotate di una parete fine, con numerose punteggiature areolate e, spesso, ispessimenti elicoidali. Non possono essere considerati veri e propri elementi vasali perché le loro pareti di fondo non sono riassorbite e, pertanto, mantengono la funzione di conduzione. Solitamente, sono disposte in file verticali.[13] Le tracheidi vascolari sono presenti in relativamente pochi gruppi di legnami americani, come ad esempio Ulmus e Celtis.[8]
- Vasicentriche: si trovano in particolar modo vicino ai larghi vasi primaticci di alcuni legni a porosità anulare (Quercus, Castanea). [12][8] Esse assomigliano a corte tracheidi di conifera, con parete sottile ed estremità arrotondate. Hanno una grande numerosità di piccole punteggiature areolate su tutta la loro superficie, infatti la loro funzione principale è quella di conduzione. Solitamente, sono disposte in file irregolari.[13]

Esistono, inoltre tutta una serie di varianti intermedie con forma a fuso di queste tracheidi che vengono solitamente raggruppate nel macrogruppo delle fibrotracheidi. Generalmente, presentano parete relativamente spessa con piccole punteggiature areolate debordanti.

## Criteri qualitativi
La qualità del legno di conifera dipende in gran parte dalla proporzione tra tracheidi primaticce e tardive: più alta è la percentuale di legno tardivo e più resistente è il legno; più marcata è la differenza di spessore parietale tra legno primaticcio e tardivo, più è probabile che il legno si comporti diversamente se sottoposto a lavorazione, originando inconvenienti.  Un altro criterio di qualità è la lunghezza delle cellule, perciò il legno tardivo, che ha cellule più lunghe, è qualitativamente superiore a quello primaticcio.